# Flunkyball

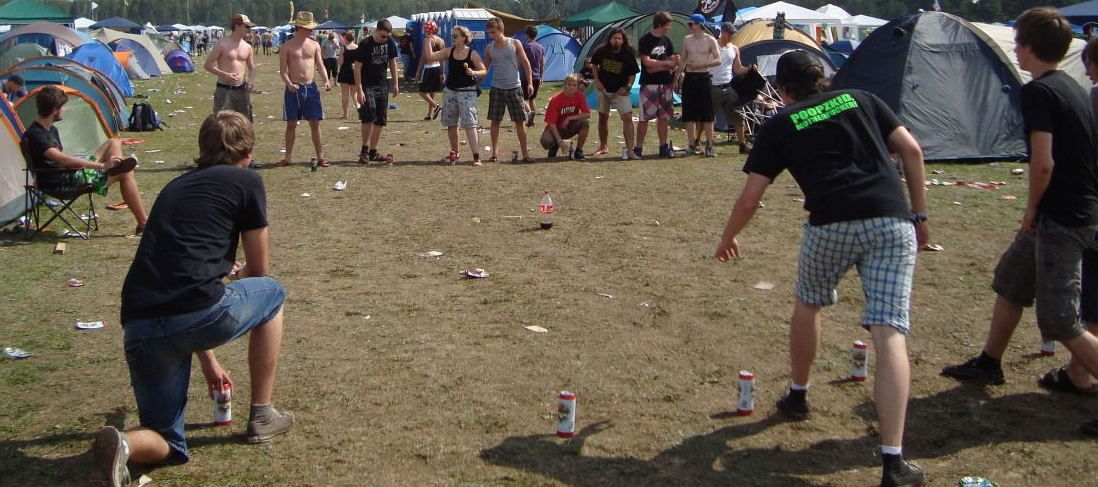
Flunkyball bei einem Festival

Flunkyball ([ˈflʌŋkiˌbɔːl] oder [ˈflʊŋkiˌbal]), auch Bierball, ist ein Trinkspiel, bei dem zwei Teams gegeneinander antreten.

## Spielregeln

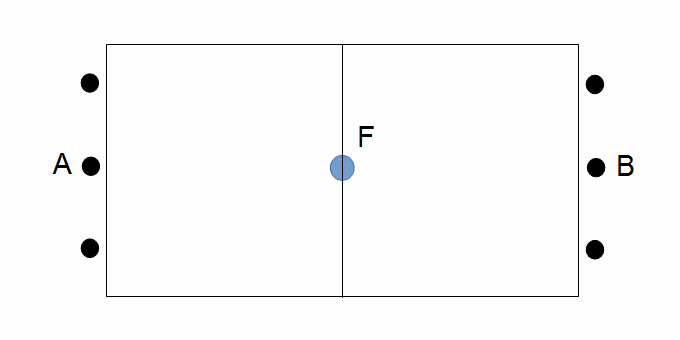
Skizze eines Flunkyball-Feldes: Aufstellung der Mannschaften A und B hinter den Grundlinien, in der Mitte das Zielobjekt F

Zwei Teams stehen sich, jeweils in Reihe aufgestellt, in einer Entfernung von etwa 10 Metern gegenüber. Die Anzahl der Mitspieler eines Teams ist nicht einheitlich festgelegt; geläufig sind Teamgrößen zwischen 3 und 8 Personen. Jeder Spieler hat eine Bierflasche oder -dose vor sich auf dem Boden stehen. Zwischen den beiden Teams in der Mitte des Spielfeldes befindet sich ein Ziel, üblicherweise eine viertel- bis halbvolle PET-Flasche, die von einem Ball getroffen und umgekippt werden sollte. Das Team mit dem Ball hat einen Versuch, das Ziel mit dem Ball zu treffen. Fällt das Ziel um, darf die Mannschaft, die geworfen hat, Bier trinken. Das gegnerische Team muss das Ziel wieder aufstellen und den Ball hinter die eigene Linie bringen. Sobald das gegnerische Team das Spielfeld wiederhergestellt hat, ruft es laut „Stopp“, worauf das Team, welches geworfen hat, aufhören muss zu trinken. Wenn beide Teams wieder bereit sind, darf das andere Team werfen. Sobald ein Team alle seine Biere ausgetrunken hat, hat dieses das Spiel gewonnen.

## Strafen
Strafen können zum Beispiel vergeben werden, falls ein Spieler zu früh mit dem Trinken beginnt, nach dem „Stopp“-Ruf weitertrinkt oder sich erbricht. Auch das Auslaufen von Bier (zum Beispiel, weil die Flasche überschäumt oder umfällt) kann bestraft werden. Mögliche Strafen können ein zusätzliches „Strafbier“ für einen Spieler, einmal Trinken aussetzen oder ein Schluck für die gegnerische Mannschaft sein. Welche Aktion als Regelverstoß gilt und wie sie zu bestrafen ist, ist von Ort zu Ort unterschiedlich.

## Varianten
Die Regeln beim Flunkyball sind von Ort zu Ort unterschiedlich und werden oft erst zu Beginn der Runde, oder gar während des Spiels festgelegt. Die Abstände zwischen den Werfenden und dem Ziel sind variabel. Teilweise muss zum Beenden einer Runde nur das Ziel aufgestellt werden, ohne den Ball hinter die eigene Linie zu bringen. Statt eines Balls kann als Wurfmittel auch eine PET-Flasche oder eine Zwiebel genutzt werden. Statt mit Bier kann das Spiel auch mit alkoholfreien Getränken, zum Beispiel Eistee, bestritten werden. Auch die Menge des zu Trinkenden variiert. Die Skala reicht von handelsüblichen 0,33-l-Bierflaschen bis zu 1,5-l-Behältern. Eine weitere Variante ist die des Konterwurfes, dabei wird nicht gewartet bis das gegnerische Team bereit ist und es kann sofort geworfen werden.

## Verbreitung
Flunkyball wird meist im Sommer in Grünanlagen, beispielsweise Parks, gespielt. Auch bei mehrtägigen Musikfestivals wird mitunter Flunkyball gespielt.
Vor allem in der studentischen Kultur an Universitäten ist Flunkyball beliebt. So wird am Karlsruher Institut für Technologie beispielsweise eine jährliche Flunkyball-Meisterschaft ausgetragen.
Der größte Flunkyball-Wettbewerb Deutschlands findet jährlich im Mai in Elmshorn statt.
Die Bezeichnung Flunkyball ist im deutschen Sprachraum geläufig, im Englischen dagegen unbekannt.
Der derzeitige Weltrekord der größten ausgetragenen Flunkyballrunde fand am 31. Mai 2024 in Leipzig statt. Hier beteiligten sich 1323 Personen an einer Runde des vor Ort „Bierball“ genannten Sports.

## Entstehung / Geschichte
Die ersten Flunkyball-Partien wurden Anfang der 2000er ausgetragen und wurden mit Bierdosen in der Mitte gespielt, die es umzuwerfen galt. In den ersten Varianten wurde mit „Puck“ (zu einer Scheibe zertretene Bierdose), Ball oder Stock gespielt. Durch die Einführung der einheitlichen Pfandpflicht für Bierdosen am 1. Mai 2006 wurde die Variante mit „Puck“ immer seltener.
Die ersten „Weltmeisterschaften“ wurden 2005 in Darmstadt ausgetragen, ein Team aus Dillenburg konnte sich den Sieg sichern.

## Mediale Rezeption
In einem Musikvideo der Band Kraftklub aus Chemnitz wird eine Runde Flunkyball dargestellt.
Flunkyball ist auch der Titel eines Spielfilms von Alexander Adolph aus dem Jahr 2023. Das Trinkspiel kommt dort nur in einer einzigen, symbolisch aufgeladenen Szene vor.